# Sabirdschan Rusijew
Sabirdschan Sabitowitsch Rusijew (russisch Сабиржан Сабитович Рузиев; * 15. Juni 1953 in Belowodsk, Kirgisische SSR) ist ein ehemaliger kirgisischer Florettfechter, der für die Sowjetunion antrat.

## Erfolge
Sabirdschan Rusijew war international vor allem mit der sowjetischen Mannschaft erfolgreich. Bei Weltmeisterschaften gewann er zunächst 1975 in Budapest mit ihr Silber und zwei Jahre darauf in Buenos Aires Bronze. 1979 in Melbourne und 1981 in Clermont-Ferrand wurde er mit der Mannschaft dann Weltmeister. Rusijew nahm an zwei Olympischen Spielen teil. 1976 verpasste er in Montreal mit der Mannschaft knapp einen Medaillengewinn. Im Halbfinale unter die sowjetische Equipe der Bundesrepublik Deutschland, im anschließenden Gefecht um Bronze auch Frankreich. Bei den Olympischen Spielen 1980 in Moskau belegte er auch in der Einzelkonkurrenz den vierten Rang. Im Mannschaftswettbewerb erreichte die Sowjetunion mit Rusijew das Finalgefecht gegen Frankreich, das die Franzosen gewannen.